# Reakciókoordináta

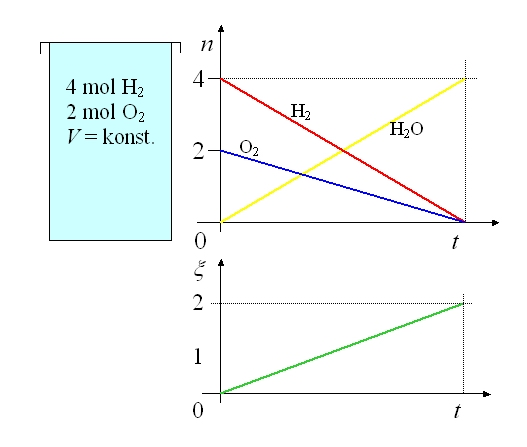
2H_{2} + O_{2} = 2H_{2}O. Az anyagmennyiségek és a reakciókoordináta változása az idő függvényében

A reakciókoordináta (ξ, mértékegysége: mol) a kémiai reakció előrehaladásának a mértékét kifejező mennyiség, amelyet az alábbi egyenlet definiál:
{\displaystyle \xi ={\frac {|\mathrm {\Delta } n_{\mathrm {B} }|}{\nu _{\mathrm {B} }}}\ ,}
illetve a megváltozása:
{\displaystyle \mathrm {d} \xi ={\frac {|\mathrm {d} n_{\mathrm {B} }|}{\nu _{\mathrm {B} }}}\ .}
A kifejezésben:
nB a B komponens anyagmennyisége, mol
νB a B komponens sztöchiometriai száma a reakcióegyenletben
Szavakkal megfogalmazva: a kémiai reakcióban részt vevő valamelyik komponens (általánosan a B komponens) anyagmennyiségének a megváltozása (a változás abszolút értéke) a kiindulástól számítva, osztva a komponensnek a reakcióegyenletben szereplő sztöchiometriai számával. Az abszolút érték azért szükséges, mert minden kémiai reakcióban van komponens, amely képződik (termék), és van amely fogy (kiindulási komponens). A reakciókoordináta a reakció előrehaladásával ξ = 0-ról indulva növekszik a reakció befejeződéséig, a dinamikus egyensúlyi állapot eléréséig, ahol ξ = ξegys.
A reakciókoordináta tehát azt mutatja meg, hogy az adott időpillanatban milyen mértékben zajlott már le a reakció („út” jellegű mennyiség). A kémiai reakció sebességét e fogalom segítségével definiáljuk.
A definíció-összefüggésből kiolvasható, hogy a reakciókoordináta változása 1 mol, ha a reakcióegyenletben feltüntetett sztöchiometriai számoknak (sztöchiometriai együtthatóknak) megfelelő anyagmennyiségű kiindulási anyagok végtermékekké alakulnak.